# 七月の主張

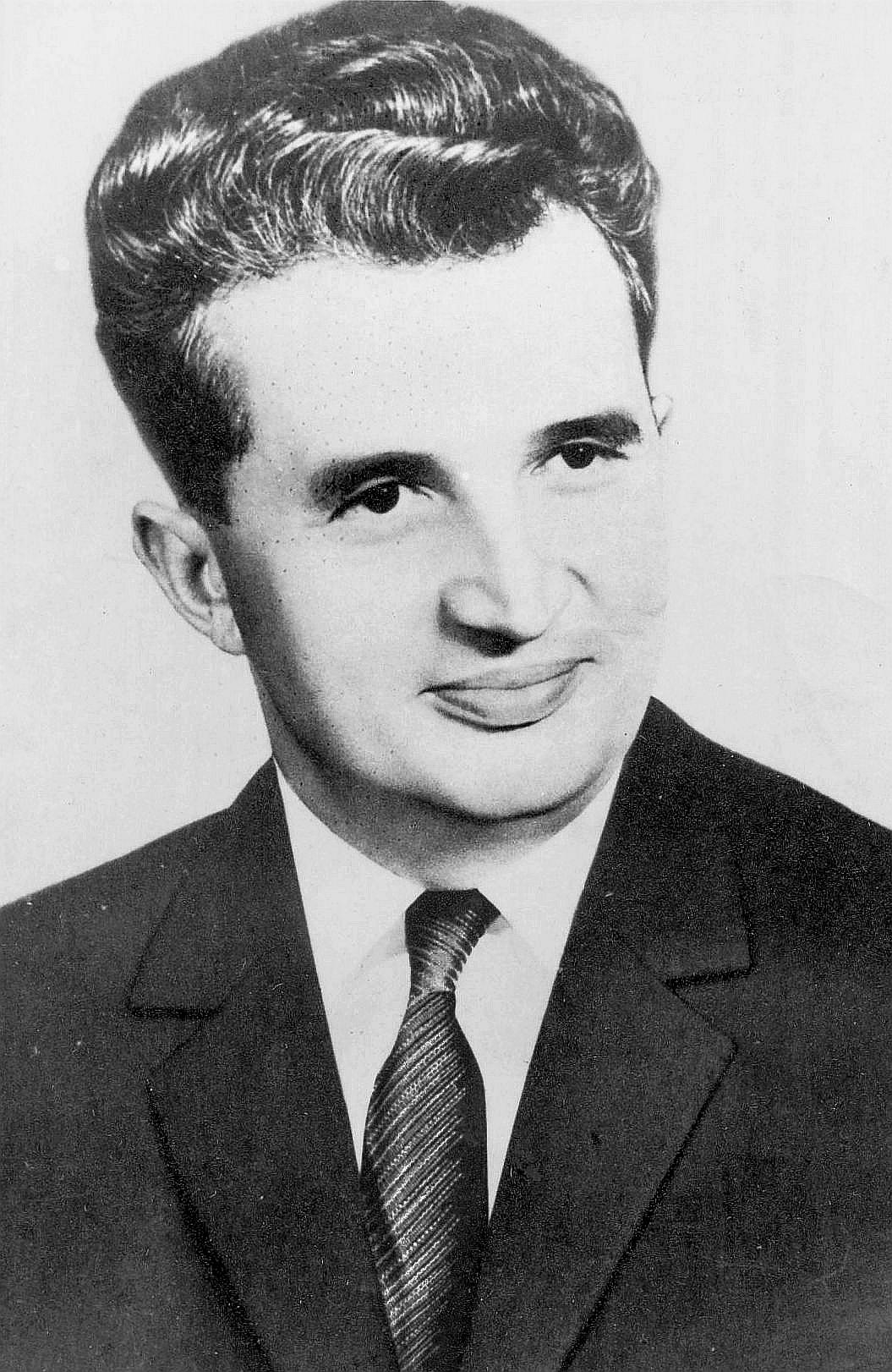
ニコラエ・チャウシェスク

七月の主張（しちがつのしゅちょう、Tezele din iulie, テーゼレ・ディン・ユリエ）とは、ルーマニアの共産指導者、ニコラエ・チャウシェスク(Nicolae Ceaușescu)が、1971年7月6日に開催されたルーマニア共産党中央委員会政治執行委員会の場で行った演説の通称である。この演説の正式名称は、「Propuneri de măsuri pentru îmbunătățirea activității politico-ideologice, de educare marxist-leninistă a membrilor de partid, a tuturor oamenilor muncii」（「党員ならびに全労働者のための、政治思想活動とマルクス・レーニン主義教育の改善に向けた措置案」）である。この演説には、17の「提言」が書かれており、イデオロギー、政治、文化教育活動の分野において、党との積極的な協議を通じて普及していき、共産主義体制の出発点である「多国間で発展した社会主義社会を構築する」段階における最重要計画を示すものとなった。
チャウシェスクが行ったこの演説は、毛沢東主義者を思わせるもので、ルーマニア社会主義共和国における「小さな文化大革命」の始まりを示すものとなり、社会主義的現実主義の厳格な指針への回帰、文化的自主性や従おうとしない知識人に対するネオ・スターリニズム(Неосталинизм)に基づく攻勢や非難が始まった。人文科学と社会科学においては、政治思想との厳格な一致が要求され、能力と審美は政治思想に、専門家は扇動者に取って代わられ、文化については、共産主義者による政治思想の大々的な宣伝活動の手段へと変わった（→共産プロパガンダ）。
チャウシェスクが発表したこの措置案は、中央委員会政治執行委員会の委員たちにより、満場一致で承認された。
1971年11月の初旬、ルーマニア共産党中央委員会総会にて、この演説の最終版が発表され、その題名は、「Expunere cu privire la programul PCR pentru îmbunătățirea activității ideologice, ridicarea nivelului general al cunoașterii și educația socialistă a maselor, pentru așezarea relațiilor din societatea noastră pe baza principiilor eticii și echității socialiste și comuniste」（「社会主義および共産主義における倫理と公平の原則に基づいて我々の社会におけるつながりを正常なものにするにあたり、大衆に向けた思想活動の改善、一般的な知識水準と社会主義教育の向上を目的とした、ルーマニア共産党中央委員会の計画に関する詳細な説明」）であった。

## 背景
1947年12月30日、ルーマニア王国の君主・ミハイ一世が退位を宣言した。これに伴い、ルーマニア共産党が政権を掌握し、「ルーマニア人民共和国」(Republica Populară Română)の樹立が宣言された。ルーマニアの指導者となったゲオルゲ・ゲオルギウ＝デジ(Gheorghe Gheorghiu-Dej)は、邪魔な存在となる同志たちを粛清したのち、党と国家に対する自身の支配力を強めた。ゲオルギウ＝デジはヨシフ・スターリン(Иосиф Сталин)に忠実な人物であり、スターリンの思想や政策を積極的に受け入れた。しかし、1956年2月にニキータ・フルシチョフ(Ники́та Хрущёв)が行ったスターリン批判や、脱スターリン化(Десталинизация)という一連の行為に対し、動揺を見せるようになった。その後、ゲオルギウ＝デジは反ソ連の立場を強めるようになり、1955年にフルシチョフがルーマニアを訪問した際には、ルーマニア国内に駐留しているソ連軍を撤退させるよう要求した。1950年代の終わりまでに、ソ連はルーマニアから最後の赤軍を撤退させた。
1965年3月19日、ゲオルギウ＝デジが肺癌で亡くなったのち、3月22日にニコラエ・チャウシェスク(Nicolae Ceaușescu)がルーマニアの新たな指導者となった。1965年7月に開催されたルーマニア労働者党第9回党大会の席にて、チャウシェスクは政党名を「ルーマニア共産党」(Partidul Comunist Român)に戻すことを提案し、可決された。前任者のゲオルギウ＝デジは、1948年2月以来、「ルーマニア労働者党第一書記」の肩書を名乗っていたが、チャウシェスクはこの役職名を「ルーマニア共産党書記長」に戻した。1965年8月21日、チャウシェスクは新たな憲法の制定の採択を宣言し、国名を「ルーマニア人民共和国」(Republica Populară Română)から「ルーマニア社会主義共和国」(Republica Socialistă România)に変更した。
ルーマニア共産党書記長に就任したころのチャウシェスクは、国内の報道の検閲を緩和した。ルーマニアにおける報道の自由は、ほかの共産国家に比べると緩やかであった。ルーマニア国民は、国内だけでなく外国による報道にも触れることが可能であった。ルーマニアへの出入りは比較的自由であり、共産党政府は住民の移住を妨害したりはしなかった。ルーマニア在住のユダヤ人は、イスラエルに向かう権利を得られた。芸術や文化における表現の様式は、党のイデオロギーに反しない限り、自由であった。1960年代初頭のルーマニアは緩やかな自由化を迎え、1965年9月に開催されたルーマニア共産党第9回党大会を経て、1971年7月のチャウシェスクによる演説まで、この傾向は続いた。ニキータ・スタネスク、アナ・ブランディアナ(Ana Blandiana)、ガブリエル・リーチャーノ、ニコラエ・マノレスク、アドリアン・ポウネスクといった詩人や作家が登場した。
1968年4月に開催されたルーマニア共産党中央委員会本会議にて、チャウシェスクは前任者のゲオルギウ＝デジの名前を挙げたうえで公然と非難した。この本会議において、チャウシェスクは、1954年にゲオルギウ＝デジの手で粛清・処刑された法務大臣、ルクレチウ・パトラシュカーヌの名誉回復を採択した。パトラシュカーヌの粛清に関与していた内務大臣、アレクサンドル・ドラギーチ(Alexandru Drăghici)はニコラエ・チャウシェスクと対立関係にあり、殺されたパトラシュカーヌの名誉回復が採択されるとともに、ドラギーチは党から駆逐された。ドラギーチは、その年のうちに、ルーマニア共産党中央委員会政治局、ルーマニア大国民議会常任幹部会、閣僚評議会からも除名され、さらには将校の地位から予備役の兵卒に降格させられた。この本会議のあと、ルーマニアにおける芸術表現の幅が広がった。エウジェン・バルブによる1969年の小説『Principele』では、ドナウ・黒海運河の建設事業を推進したゲオルギウ＝デジについて、遠回しに言及している。ルーマニア国内の強制収容所に収監されていた多くの政治犯たちが運河の建設に従事させられ、運河の完成に至るまでに、その多くが命を落とした。ドミートル・ラドゥ・ポペスクによる1969年の小説『F』では、集団農場における不当な扱いについて描写され、アウグスティン・ブズラによる1970年の小説『Absenții』では、若い医師の心の危機の描写を通じて社会批判を行っている。アレクサンドル・イーヴァースィオクとパウル・ゴーマは、1956年にブクレシュティで起こった反共主義の学生運動に参加し、投獄されていた。二人とも、刑務所での暮らし、そこからの釈放および社会復帰に向けての努力についての小説を書いた。パウル・ゴーマの小説『Ostinato』では、刑務所生活、秘密警察・セクリターテ(Securitate)の手法、集団農場の行き過ぎについて描写している。ルーマニアにおける検閲は行われており、検閲官は文章を変更するよう命令した。1971年、パウル・ゴーマはこの小説を西ドイツにて出版した。アレクサンドル・イーヴァースィオクは、小説『Păsările』にて、主人公が逮捕されたのは「妥当である」とし、秘密警察の存在について肯定的に描写することで、検閲官からの要求に応えた。作家の多くは、創作文学に対して、ルーマニア共産党は表現の自由を容認してくれるだろう、と楽観的に考えていた。
1967年、ペプスィの工場がコンスタンツァ(Constanța)に建設され、製品はアメリカ式の広告を通じて宣伝された。西側諸国の製品については、数年前までは言及すらされなかった。ルーマニア社会主義共和国には、扱っている品物を外貨で購入できる「コンチョリスト」と呼ばれる店舗があり、ここではコカ・コーラも購入できた。1968年、ブクレシュティ(Bucureşti)にて、学生用の社交バーができた。雑誌『Viața Studențească』（『学生生活』）には、以下の記述がある。
「低い卓、落ち着く照明、チューインガム、タバコ、ペプスィ、コカ・コーラ、機械式のゲーム、ビリヤード...それに、数時間に亘る興味深い議論。くつろげる雰囲気の中で、意見を交換し、意見を戦わせる...情報のやり取りがしたいとの需要に応える形で、この社交バーが自然と登場した」
アメリカ近代美術は社会主義的現実主義の時代に厳しく批判されたが、1969年に開催された絵画の展覧会『1945年以降のアメリカ絵画』は好意的に報道された。この展覧会では、ジャクソン・ポロック(Jackson Pollock)、ロバート・ラウシェンバーグ(Robert Rauschenberg)、ジェイムス・ローゼンクィスト(James Rosenquist)らの絵画作品が展示された。1969年、合衆国大統領のリチャード・ニクソン(Richard Nixson)は世界各国を訪問した。アポロ11号の月面着陸はルーマニアでも生中継で放送され、チャウシェスクはニクソンとアメリカ国民に対し、温かな挨拶の言葉を送った。1969年8月、ニクソンはルーマニアを訪問し、チャウシェスクはニクソンと会談した。ルーマニアは、合衆国大統領が訪問した初めての共産国となった。ブクレシュティでは、数多くの市民がニクソンの訪問を歓迎した。
ソリン・プレダは以下のように書いた。
「不可解なことに、また、ある意味では奇跡的に、1970年に時間の流れが突然遅くなりました。人々は歴史にうんざりし、数年間平和に過ごしました。非難、労働者たちの強い怒り、疑惑、嫌な記憶は消え去りました。刑務所から釈放された者を含む、芸術の時代、雪解けの時代の訪れだったのです。舞台演劇『レオンスとレーナ』がブランダラ劇場で上演されたとき、会場は、リヴィウ・チュウレイ、ルチアン・ピンティリーエ、イリーナ・ペトレスク、イオン・カラミトルを観に来た人たちで埋め尽くされ、観客は拍手喝采を送りました」「1970年、ブクレシュティでの生活は真夜中から楽しくなるのです。演奏会や演劇が終わると、人々は散歩に出掛けます。繁華街にある上品なレストランには、芸術家や綺麗な女性が沢山いました」「キヴ兄弟のレストラン『ミニョン』(Mignon)が開店し、パリからの航空機で運ばれてくる新鮮な魚介類が食べられるのです」「都市は煌びやかな光に溢れ、アメリカ式のネオンで彩られていました。生き急ぐ人なんていませんでした。本、映画、政治的ジョーク、美味なるワイン、あらゆるものがありました。ほんの一瞬ではあるけれど、ブクレシュティは戦前の頃の空間に戻ったのです。その翌年に発表された『七月の主張』は、人々の頭上に、ブクレシュティの白夜の上に、ささやかなる罪無き喜びの上に、目に見えないメスによる切り込みを入れたのです。凍てついた風の刃が、まもなく訪れるであろう恐るべきイデオロギーの冬の到来を告げる。人々は街へ繰り出し、劇場や音楽堂は観客で埋め尽くされていましたが、チュウレイ、ピンティリーエ、アンドレイ・シェルバンは出国の準備をしていました。『ミニョン』が閉店し、繁華街の灯りが一つずつ消え始めたあとも、人々は希望を捨てようとはしませんでした。不条理且つ不当な歴史の変転によって、すべてがこれほど早く終わるとは誰も信じたくなかったかのように」

## 中国と北朝鮮への訪問

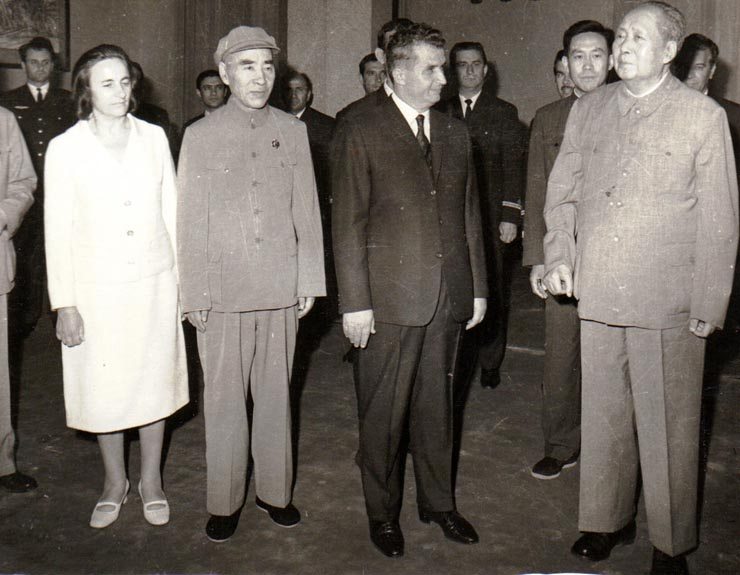
左から、エレナ・チャウシェスク、林彪、ニコラエ・チャウシェスク、毛沢東（1971年6月）

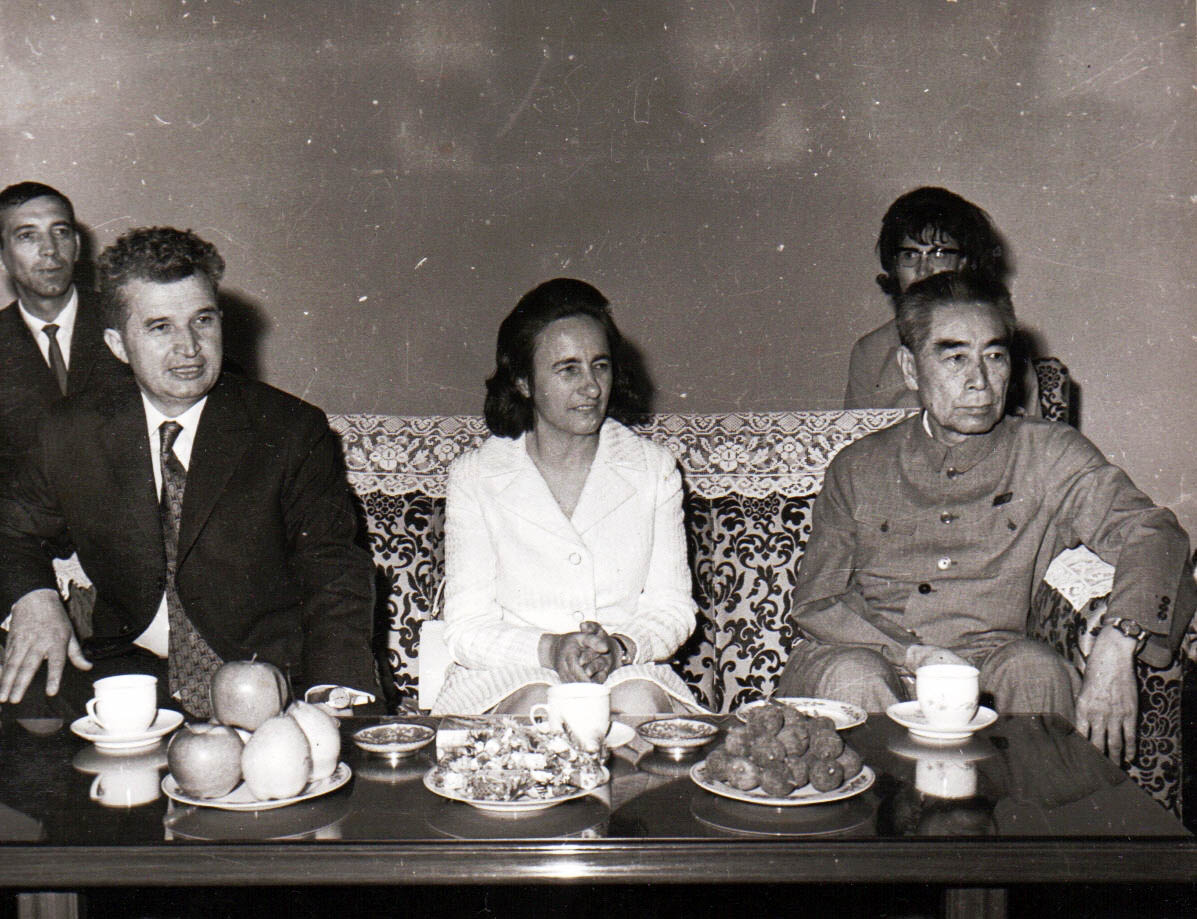
左から、ニコラエ・チャウシェスク、エレナ・チャウシェスク、周恩来（1971年6月）

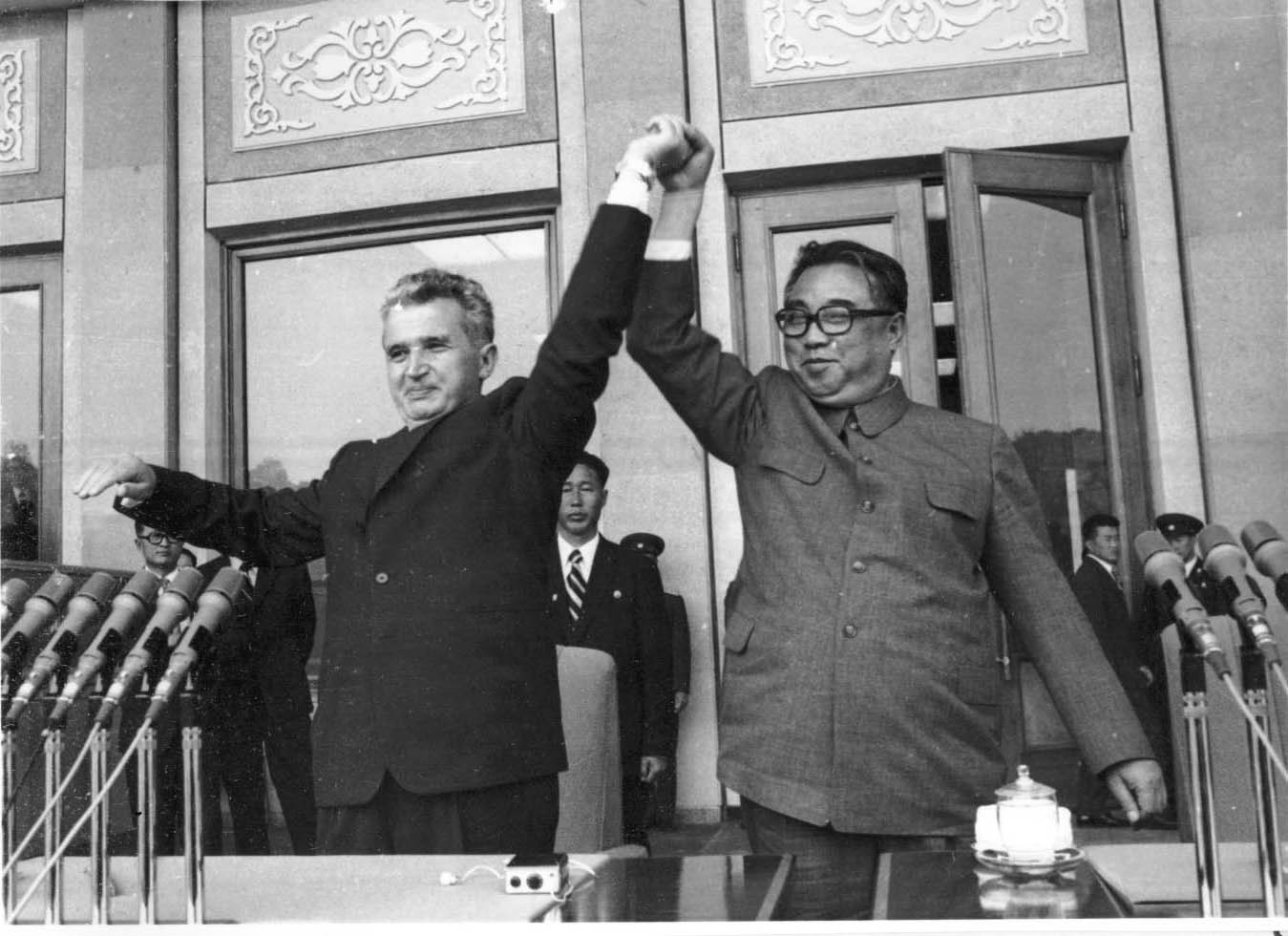
ニコラエ・チャウシェスクと金日成（1978年5月21日、平壌にて）

1971年6月、ニコラエ・チャウシェスクは中国と北朝鮮を訪問し、毛沢東や金日成と会談した。彼らの個人崇拝(Cult of Personality)に影響されたチャウシェスクは、ルーマニアに帰国後、金日成のチュチェ思想から着想を得て、北朝鮮の国家体制を模倣するようになった。チャウシェスクはチュチェ思想をルーマニア語に翻訳させ、ルーマニア国内に普及させた。
1971年7月6日、ルーマニア共産党中央委員会政治執行委員会の場で、チャウシェスクは演説を行い、提言を発表した。
- 「党の指導的役割の継続的成長」
- 「党の教育活動と大衆的政治活動の改善」
- 「社会における党の影響力のさらなる強化」
- 「あらゆる反社会的兆候に立ち向かう大衆の意見を形成する。これは党組織の義務である」
- 「建設現場、産業、農業、地域の管理において、すべての国民、とくに若者が『Muncă Patriotică』（愛国活動）に参加するための広範な大衆の動きを作り出す必要がある。党機関や組織、大衆組織や公共組織、国家権力の地方機関は、これらの行動を組織し、責任を負う」
- 「学校、大学における教育的および政治的研修活動を強化する必要がある。この目的において、教育省は社会科学の教育の改善について更なる注意を払い、教育計画を改善するための措置を講じる」
- 「学生の団体が実施する政治教育活動を強化するための措置を講じる」「資本主義から借用したさまざまな芸術的ファッションである世界市民主義と闘う、青少年、とくに学生の間の文化教育および娯楽活動に特別な注意を払わねばならない。すべての青少年向け娯楽施設において、アルコール飲料の提供は禁止とする。無神論の宣伝を拡大強化する。神秘主義や逆行概念と闘い、唯物弁証法哲学の精神ですべての若者を教育するための大衆行動を組織する」
- 「資本主義のイデオロギーやあらゆる種類の逆行精神の影響に断固として立ち向かい、我が党のイデオロギーの立場や社会共存の倫理原則を普及させるにあたり、報道機関の役割を高めることが必要である。報道機関は、社会主義の大義と祖国の発展に身も心も捧げた労働者、物資の生産者の先進的な人物像をさらに育てなければならない」「全ての芸術活動は、国民、国家、社会主義社会に奉仕するものでなければならない」
- 「テレビ放送、無線放送の教育的役割の強化」
- 「我が党の政治教育活動の要件を満たさない文学作品、社会主義国家建設の利益に一致しない有害な思想や概念を促進する書籍の出版を避けるため、より厳格な管理が必要である」
- 「演劇、オペラ、バレエ、舞台においては、戦闘的で革命的な性質を備えた独創的な創作の促進に重点を置く」
- 「映画館で上映される映画においては、平衡を保つための措置を講じる。警察映画や冒険映画の放送は制限し、暴力や下品さを助長する映画、資本主義的な生活様式を広める映画は禁止とする」
- 「文化教育活動の政治思想の方向づけにおいて、すべての文学的・芸術的創作に対する我が党の方針と一致する内容を確保するうえで、党組織の果たす役割は重要なものとなる」
- 「内務省、観光省、地元の党および国家の機関は、我が国の音楽作品が公共の食事配膳施設で放送されるよう配慮するとともに、作品の選択には慎重であること」
- 「より高い水準でその任務を遂行するにあたり、ルーマニア共産党中央委員会宣伝部の活動を改善するための措置を講じる必要がある」

この提言の正式名称は、「Propuneri de măsuri pentru îmbunătățirea activității politico-ideologice, de educare marxist-leninistă a membrilor de partid, a tuturor oamenilor muncii」（「党員ならびに全労働者のための、政治思想活動とマルクス・レーニン主義教育の改善に向けた措置案」）である。
ニコラエ・チャウシェスクは、「思想活動と教育文化活動の分野において我々が取っている措置は、間違いなく、この分野における遅れを解消し、思想活動を改善する節目を示すことだろう」と述べた。青少年向けのすべての施設では、アルコールの提供は禁止となった。国家は芸術作品を支持するが、それは「党のイデオロギーと一致するものに限る」とされた。『七月の主張』のあと、アウグスティン・ブズラによる1970年の小説『Absenții』は発禁処分となった。また、「不健全な音楽」は許されなくなった。
『七月の主張』における提言は、「社会主義的人文主義」の観点によるものであったが、実際には「社会主義的現実主義への回帰」を示すものであった。ニコラエ・チャウシェスクは、1971年7月の別の時期に行った演説の中で、ニコラエ・イオルガの言葉「国民のために詩を書くことを怠る者は『詩人』とは呼べない」を引用し、ルーマニアという国家の基本的な価値観の擁護者を自称した。
1971年11月の初旬、ルーマニア共産党中央委員会総会にて、この演説の最終版が発表され、その題名は、「Expunere cu privire la programul PCR pentru îmbunătățirea activității ideologice, ridicarea nivelului general al cunoașterii și educația socialistă a maselor, pentru așezarea relațiilor din societatea noastră pe baza principiilor eticii și echității socialiste și comuniste」（「社会主義および共産主義における倫理と公平の原則に基づいて我々の社会におけるつながりを正常なものにするにあたり、大衆に向けた思想活動の改善、一般的な知識水準と社会主義教育の向上を目的とした、ルーマニア共産党中央委員会の計画に関する詳細な説明」）であった。

## 影響
チャウシェスクがルーマニアの指導者に就任したころに見られた自由主義的な政策は終わりを告げ、検閲が復活した。資本主義の要素やイデオロギー、外国が絡む要素は非難されるようになった。テレビ、無線、報道機関、芸術文化雑誌は、党のイデオロギーと一致する創作物のみを宣伝する義務が課せられた。本は検閲され、外国の音楽も禁止となった。ルーマニアでは200人の作家が亡命を決意したが、これはゲオルギウ＝デジの時代の4倍である。残った者たちは、政権にごまをするか、自分の作品が発禁処分となるのを防ぐため、全力で戦った。
1968年のルーマニア作家会議のあと、ルーマニア共産党の指導部は作家たちと衝突し始めた。この年の初頭、チャウシェスクは「個人の自由は社会における一般需要や利益と矛盾するものではなく、それらの利益にかなうものだ」と発言していた。ソ連がプラハに軍事侵攻したあとの1968年8月21日、ブクレシュティにて国民集会が開催され、それに出席したチャウシェスクは「チェコ・スロヴァキアへの侵攻は甚だしい間違いであり、ヨーロッパの平和と社会主義の運命に対する重大な脅威であり、革命運動の歴史において恥ずべき汚点を残した」「兄弟国の内政への軍事介入は到底許されるものではないし、正当化もできない。それぞれの国において、社会主義をどのようにして構築すべきか、部外者にはそれをとやかく言う権利は無いのだ」と述べ、強い調子でソ連を非難した。この演説のあと、チャウシェスクは多くの知識人（政治に関わっていなかった者、反体制派の者）たちを味方に引き入れたが、ルーマニア共産党と作家間の闘争・対立は激しくなった。1970年、文学賞の受賞を巡り、共産党指導部はルーマニア作家同盟と公然と対立した。党が作家に賞を授与し、その価値基準について決定する特権が回復されることが決まった。党は、チャウシェスクによる『七月の主張』の内容の実施について、緊密で細心の注意を払って監督しようとしたが、芸術界がこれに反対する統一戦線を組んだことにより、うまくいかなかった。ザハリア・スタンク、エウジェン・ジェベラヌは政権との関わりがあり、アウグスティン・ブズラ、アドリアン・ポウネスクやマリン・ソレスクとともに政権に対する抗議活動に参加した。レオニード・ディモヴとドミートル・ツェペナグは、ラジオ・フリー・ヨーロッパ(Radio Free Europe)で『七月の主張』を公然と非難し、文学雑誌『România Literară』の編集長、ニコラエ・ブレバンは西ドイツに滞在中にこれを辞任し、『ル・モンド』(Le Monde)による取材の中で、『七月の主張』を批判した。ネプトゥンにてチャウシェスクと会談を行った作家たちの態度は好戦的に見えたという。
1971年12月、国は法律を新たに施行し、国家の利益を損なう可能性のある文書を出版したり、外国で広める行為は禁止となった。ルーマニア国民は外国の無線放送や外国の新聞との接触を禁じられた。批評家に一本の詩を提出したある男性は、「敵対的な詩を書いた」として裁判にかけられた。 批評家が彼を弁護しようとしたが、軍事法廷はこの男性に12年の懲役刑を言い渡した。1972年5月に開催されるルーマニア全国作家会議の前に、作家たちによる団結は内紛によって瓦解した。シュテファン・バヌレスクが、ルーマニア作家同盟が発行する雑誌『Luceafărul』（『星』）の編集長を辞任したのち、アドリアン・ポウネスクとファヌシュ・ナーグが争ったが、後釜に就いたのは別の人物であった。また、エウジェン・バルブ、アウレル・バランガ、ミフナ・ゴルギウのように、当初は『七月の主張』に対して支持を表明した作家もいた。ニキータ・スタネスクは、『七月の主張』を「特別な喜び」をもって受け入れ、「『文化に対する本物の支援』と考えている」と主張したこともあった。
作家たちは、パウル・ゴーマが西ドイツで成功を収めた話や、ファヌシュ・ナーグの作品がフランス語に翻訳された事実に対して苦々しく思っていた。党はルーマニア作家同盟に対し、無記名投票で選出された代表者が1972年の全体会議を催してはどうか、と説得した。代表者は、提示された二人の名前のうちのどちらか一方を選ぶことになっていた。
1989年の時点でのルーマニアの文学界の性質について、モニカ・ロヴィネスクは以下のように特徴付けた。
「断続的な勇敢さ...社会秩序における地位が美的基準に変化した。これは、ある種の不正手段における有効性を示す。多くの若い反対派には歩み寄りの用意ができているが、一部の老齢の作家は抵抗の準備をしているという、世代間の断絶が見られる」
党は作家たちの印税と年金の増額を提示し、彼らの欲望をくすぐった。パウル・ゴーマとファヌシュ・ナーグは無記名投票でも選出されず、作家同盟代表者選出会議で発言した際には「ゴーマには才能が無い」と野次を浴びせられた。アナ・ブランディアナ、アウグスティン・ブズラ、マリン・ソレスク、シュテファン・アウグスティン・ドイナーシュは、道徳および芸術における誠実さの維持と同調を拒否し、ゴーマとナーグは、「党の指令に従おうとしない」との理由から標的にされた。作家たちは、自分たちに与えられた特権の喪失を憂慮し、反抗的な作家同盟に対して、党が新たな「作家」を送り込んでくるのではないか、と危惧していた。作家たちは、自分たちに課せられた制約を狡猾に回避しようとし、反体制派の作家を支持することに対しては消極的であった。
そこから3年以内に、ルーマニア作家同盟の組織内部の勢力均衡は、ダチアニスムに染まっていった（→「Protochronism」, 「プロトクロニスム」とも呼ばれる）。ルーマニア生まれの歴史学者、ヴラディミール・ティスマナーノはこの用語について、「プロトクロニスムとは、共産党が主導するイデオロギーであり、重要な科学的および文化的発見において、ルーマニアの優位性を主張するものである。これはニコラエ・チャウシェスクの民族主義的な専制政治の基盤となった」と説明している。より大きな影響力を求めていた作家は、イデオロギーに染まった創作に特化することにより、それを実現できた。エウジェン・バルブのように、作家としての復活を望んでいた人物や、アドリアン・ポウネスクのような、当初は反体制派であった人物がこれに当てはまる。
1981年までに、党はこの作家同盟の基金を凍結し、活動に縛りをかけ、それによって作家同盟の無力化に成功し、作家会議の開催も認められなくなった。党は、イデオロギー、法律、中央集権化に重点を置くようになり、多くの資金を投入した。1982年の夏の「マンガリアの主張」を経て、ダチア主義者たちは1989年12月の出来事が起こるまで、影響力を保ち続けた。
1980年代のルーマニアの文化と科学は、国際的にますます孤立を深めていった。
『七月の主張』を受けて、大学の学問からは「社会学」が除去され、残った学問についてはシュテファン・ゴルギウ大学にて教えられることになった。大学では、一般科目の学習を許可される学生の数は大幅に減り、出版される書物の数も減り、知識人に与えられていた特権も縮小されていった。ルーマニア科学協会は、1974年にエレナ・チャウシェスク(Elena Ceauşescu)を正会員として迎えた。彼女はのちに会長に就任したが、この団体の名声と研究が台無しになるほどに政治との結び付きを強めた。
チャウシェスクが指導者になったころに見られた自由化やイデオロギーの緩和について、歴史家のヴラド・ジョルジェスクは、「歴史および歴史学に対する政府の無関心だ」と考えた。同じく歴史家のルチアン・ボーヤは、「自由化は単なる幻想に過ぎなかった」と考えている。
ルーマニアの哲学者、ガブリエル・リーチャーノは、「中国と北朝鮮を訪問したことで、チャウシェスクは見下げ果てた男になってしまった。偉大さに対する彼の原始的な欲望を、これ以上無い形でくすぐられてしまったのだ」と述べた。

## 資料
- Tezele din Iulie (6 iulie 1971) -- ニコラエ・チャウシェスクによる演説全文（ルーマニア語）

- Restalinizarea culturii. Tezele din iulie 1971, revoluția lui Ceaușescu inspirată de Mao

- Tezele din Iulie, punctul de cotitură al regimului Ceaușescu